# منگنای
منگنای (به لاتین: Mangnai) یک منطقهٔ مسکونی در جمهوری خلق چین است که در Haixi Mongol and Tibetan Autonomous Prefecture واقع شده‌است.